# 周原 (1947年)
周原（1947年—），汉族，陕西乾县人，中华人民共和国政治人物、第十一届全国人民代表大会四川地区代表。
毕业于华东石油学院石油地质专业，是中共党员。担任中国石油化工集团公司副总经理。2008年，担任全国人大环境与资源保护委员会委员。